# Andreas Hildebrandt (Künstler)
Andreas Hildebrandt (* 1973 in Dresden) ist ein deutscher Künstler, der in Potsdam lebt und arbeitet.

## Leben
Andreas Hildebrandt verbrachte seine Kindheit und Jugend in Dresden. 1992 begann er das Studium der Landschaftsarchitektur an der Technischen Universität Dresden. Aufgrund seines künstlerischen Interesses belegte er nebenbei Zeichenkurse an der Dresdner Abendakademie. Von 1997 bis 2002 studierte er Malerei und Grafik an der Hochschule für Bildende Künste in Dresden. Von 2002 bis 2004 war er Meisterschüler bei Ralf Kerbach. Von 2005 bis 2007 unterrichtete er selbst Grundlagen der Malerei und Grafik an der HfBK Dresden. Seit 2014 hat er einen Lehrauftrag an der Universität der Künste in Berlin.

## Kunst
Schon in seinen frühen Arbeiten legte Andreas Hildebrandt seine Faszination für Strukturen, Raster, Texturen, Muster, Symboliken und Geometrie offen.
Die Vorliebe für das Element der Linie verdeutlicht sein Œuvre: So entwickelte der Künstler über Jahre hinweg eine Vielzahl verschiedenster Variationen der abstrakten Grundform. Ob gerade oder geschwungen, anhand dieses Mediums, arrangiert Andreas Hildebrandt Mäander, Marmorierungen, Maserungen, Schraffuren, Schleifen, Raster, Knoten und Ähnliches zu immer neuen Bildkompositionen. Er arbeitet dabei hauptsächlich mit Tempera, Tusche und Farbspray/Lack.
Seit ein paar Jahren befasst er sich intensiv mit dem Phänomen und Wesen von Knoten, welche er als Linoldrucke und Malereien bildnerisch umkreist. So lässt der Künstler dichte Liniengefüge, verschlungene Formen und mehrschichtige Geflechte entstehen, die eine scheinbar endlose Tiefe erzeugen.
Andreas Hildebrandt beschränkt sich, im Gegensatz zu seinen frühen Arbeiten, auf wenige Grundelemente – ein Motiv klarer Einfachheit, das inhaltlich und formal große Offenheit bietet. So steht dem Betrachter unbegrenzt Freiraum für die Lesbarkeit und Interpretation der Werke zur Verfügung. Für die Auswahl seiner Motive, untersucht der Künstler die einzelnen Formen und Elemente sorgfältig und legt dabei großen Wert auf deren potenzielle gedankliche Entfaltungs- und Wirkungskraft.

## Preise und Stipendien
- 2007: Marion-Ermer-Preis
- 2009: Arbeitsstipendium der Kulturstiftung des Freistaates Sachsen
- 2008: Kunstfonds Sachsen, Ankauf
- 2015: Brandenburgischer Kunstförderpreis des Ministeriums für Wissenschaft, Forschung und Kunst des Landes Brandenburg

## Ausstellungen(Auswahl)

### Einzelausstellungen
- 2007: Marion Ermer Preis 2007, Oktogon, HfBK Dresden
- 2007: Schauplätze, Galerie Lonnes, Bremen
- 2008: Heimat Schacht, Galerie Baer, Dresden
- 2008: storage, Marella Gallery, Milano, IT
- 2010: VORSTOSS, Städtische Galerie Dresden
- 2012: DIPOL, Galerie Baer, Dresden
- 2014: Licht Schlüssel Takt und Speicher, Buchpräsentation, Tapetenfabrik Leipzig, Galerie Next, Dresden
- 2015: Interview, Kunstverein Niederer Fläming, Bad Belzig
- 2015: Knoten, dkw-Museum Dieselkraftwerk, Cottbus
- 2016: Antidot, Galerie Sybille Nütt, Dresden
- 2016: Knoten, Galerie Grafikladen, Dresden
- 2017: Lot und Gefüge, Kulturhaus der BASF, Schwarzheide
- 2017: under pressure-FORUM, Goldene Pforte, Dresden
- 2018: ANILIN, produzenten | galerie, Dresden

### Ausstellungsbeteiligungen
- 2006: 10 Jahre Sammlung im Willy-Brandt-Haus, Berlin
- 2006: Art-Academy, Galerie für Bildende Kunst, Dresden
- 2007: "house party", Galerie Baer, Dresden
- 2007: CO.OP 1 , Präsentation Galerie Post, Dresden, Katalog
- 2008: Erwerbungen, Städtische Galerie Dresden
- 2008: Frühlingssalon, Geh8, Dresden
- 2008: Remarks on color, German tendendics part 2, Prisca C Juschka Gallery, New York, USA
- 2009: "epilog", Staatsschauspiel Dresden, Galerie für Junge Kunst
- 2010. Premio Lissone 2010, Museo d ́Arte Contemporea, Lissone, Italien, Katalog
- 2010: 100 Sächsische Grafiken, Neue Sächsische Galerie Chemnitz, Katalog
- 2010: "Glassworks", Fred Rapid, Autocenter Berlin, Zero Fold Köln, Katalog
- 2010: "Alle Gegen Kerbach", Galerie Zanderkasten, Dresden
- 2010: Houseparty II, Galerie Baer, Dresden
- 2011: "Depot", open art space , Potsdam, Katalog
- 2011: "Boettger, Broecker, Fuchs und Hildebrandt", Galerie Baer, Dresden
- 2011: "hitch hike", CARS , Omegna, Italien
- 2011: "paradigmi", Geh 8, Dresden
- 2011: "index 11", Kunsthaus Hamburg, Katalog
- 2012: 100 Sächsische Grafiken, Sächsischer Landtag, Dresden, Katalog
- 2012: Preisträgerausstellung Kunst am Bau Wettbewerb für die Gestaltung der Kirchenfenster der Kirche Rohrbeck
- 2013: All stars cast, Galerie Baer, Dresden
- 2013: Dozentenausstellung Internationale Dresdener Sommerakademie, Motorenhalle Dresden
- 2013: jetzt hier, Gegenwartskunst. aus dem Kunstfonds, Staatliche Kunstsammlungen Dresden, Kunsthalle im Lipsiusbau, Katalog
- 2014: Beziehungsalchemie, Zentrifuge Nürnberg
- 2014: Drezdansky lec – Dresdner Wald, Emil Filla Galerie Usti nad Labem, CZ
- 2014: Rohmaterial 3, Buchpräsentation, HfBK Dresden, Katalog
- 2015: "Das andere Auge" – die künstl.-prakt. Werkstätten der HfBK Dresden als Refugium und Labor, Oktogon, HfBK Dresden, Katalog
- 2015: "Das muss man gesehen haben!" – 10 Jahre Städtische Galerie Dresden, Erwerbungen und Schenkungen, Katalog
- 2016: "100 Sächsische Grafiken", Neue Sächsische Galerie Chemnitz, Katalog
- 2016: 100 Sächsische Grafiken, Sächsischer Landtag, Dresden
- 2016: a new pleasure ground, Potsdam, Groß Glienicke
- 2016: Seilzeitalter, Museum Schloss Doberlug Kirchhain
- 2016: Sommer 16, Galerie Sibylle Nütt, Dresden
- 2016: Topic Tropic, Schaufenster Berlin
- 2017: Tief und Hoch, Hans-Körnig Museum, Dresden
- 2018: "import/export", Galerie Axel Obiger, Berlin
- 2018: "Seilzeitalter", Brandenburgisches Textilmuseum Forst
- 2018: "Summerprint 1", Buchpräsentation, produzenten | galerie, Dresden
- 2018: >Off Berlin – Monat der Fotografie, Panzerhalle, Potsdam
- 2018: NEUSTART. produzenten | galerie, Dresden
- 2019: "Under the Underground", Galerie Franzkowiak, Berlin
- 2019: Gemischtes Doppel, produzenten | galerie, Dresden
- 2019: Schönheit für Alle! , Kunstraum Potsdam

## Bestand in Öffentlichen Sammlungen
- Deutsche Bundesbank
- Kunstsammlung Willy-Brandt-Haus
- Kunstfonds der Staatlichen Kunstsammlungen Dresden
- Städtische Galerie Dresden, Kunstsammlung (Dauerausstellung)
- Ostsächsische Sparkasse
- Neue Sächsische Galerie Chemnitz
- Sammlung Feelisch Remscheid Unternehmensgruppe Theo Müller
- Sammlung Golinelli Bologna
- Kunstsammlung der Italienischen Botschaft Berlin